# Konstanty Rynarzewski
Konstanty Rynarzewski (ur. 1823 w województwie płockim, zm. 7 listopada 1863 w Żelaznej Rządowej) – polski wojskowy, oficer armii rosyjskiej, major w powstaniu styczniowym. 

## Życiorys
Był synem majora wojsk polskich. Służył jako sztabskapitan 22 Niżegorodzkiego Pułku Piechoty, wraz z którym w latach 60. XIX wieku stacjonował pod Włocławkiem, potem w Ostrołęce. W maju 1863, po potyczce oddziału rosyjskiego z powstańcami pod dowództwem Ignacego Mystkowskiego (bitwa pod Stokiem), przeszedł na stronę polską. Według innych relacji zmienił stronę w lipcu 1863. Od sierpnia 1863 w stopniu majora z nominacji Rządu Narodowego był naczelnikiem wojskowym powiatu pułtuskiego. Sformował oddział złożony w większości z Kurpiów liczący 250 strzelców, 160 kosynierów i 30 kawalerzystów.
29 października wraz z oddziałem strzelców stoczył zwycięską potyczkę pod wsią Czarnia. W pościg za powstańcami ze Szczuczyna wysłano dwie kolumny wojsk rosyjskich pod dowództwem kapitana Arnshofenaa i podpułkownika Dewela. Konstanty Rynarzewski wraz z oddziałem wyruszył ze wsi Wolkowe, gdzie stacjonował w obozie szkoleniowym, by przez Wydmusy, Zalesie, Piasecznię i Czarnotrzew dotrzeć do Żelaznej. Dziś istnieją dwie wsie o tej nazwie: Żelazna Rządowa i Żelazna Prywatna, ale wówczas nierzadko ich nie rozróżniano. W pobliżu stacjonował kapitan Lenartowicz, który nad ranem 6 listopada 1863 dotarł do sąsiadującej z Żelazną wsi Rzodkiewnica. Doszło do starcia powstańców z wojskami carskimi.
Oddział Rynarzewskiego wycofał się za Omulew, ale śmiertelnie ranny dowódca zmarł dzień po bitwie. Jest pochowany na cmentarzu parafialnym w Myszyńcu.

## Upamiętnienie

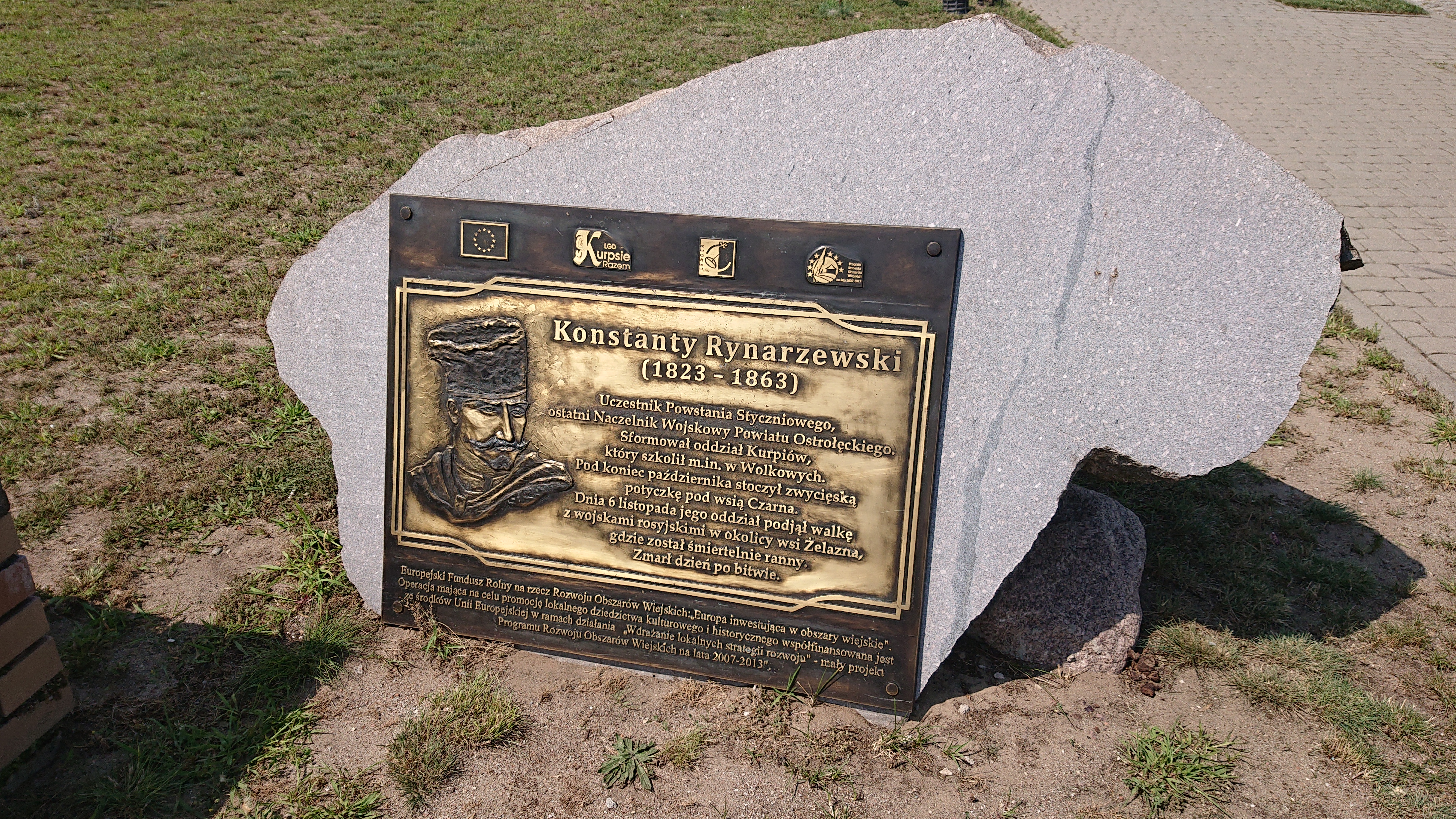
Upamiętnienie w Myszyńcu

W 2013 przy remizie OSP w Żelaznej Rządowej odsłonięto pomnik i tablicę informacyjną o bitwie przygotowaną przez Stowarzyszenie „Przyjaciele Ziemi Jednorożeckiej”. W tekście wspomniano o Rynarzewskim. Pojawia się w wierszu Mateusza Lorenca Bitwa pod Żelazną.
W Myszyńcu na skwerze w pobliżu kolegiaty znajduje się kamień upamiętniający Konstantego Rynarzewskiego wystawiony w 2014 jako element parku bohaterów kurpiowskich. Skwer ulokowano u zbiegu ulicy ks. Adama Bargielskiego i Placu Konstantego Rynarzewskiego.
W 2016 Związek Kurpiów apelował o nazwanie ulic we wsiach i miastach na terenie regionu nazwiskami ważnych dla Kurpiów postaci historycznych, wśród nich Rynarzewskiego. W Myszyńcu jest plac jego imienia (do 2011 ulica).